# Mendelssohn-Bartholdy-Park (metropolitana di Berlino)
La stazione di Mendelssohn-Bartholdy-Park è una stazione della metropolitana di Berlino, sulla linea U2.